# Kamen Goranov
Kamen Goranov, född den 7 juni 1948 i Bulgarien, är en bulgarisk brottare som tog OS-silver i tungviktsbrottning i den grekisk-romerska klassen 1976 i Montréal.